# El Obeid (Sudán)
El Obeid, El-Obeid o Al-Ubayyid[cita requerida] (en árabe: الأبيض‎) es una ciudad de Sudán, capital del estado de Kordofán del Norte y está situada en el centro del país, al suroeste de Jartum. Tiene una población de 358.021 habitantes, según los cálculos para el año 2008 .
Es un importante nudo de comunicaciones: es una importante terminal de ferrocarril y además lugar de paso de varias rutas de caravanas de camellos y el final de una ruta de peregrinaje desde Nigeria.
La población de la ciudad es de religión musulmana, con una pequeña presencia de cristianos. La ciudad posee un aeropuerto internacional y es sede de la Universidad de Kordofán establecida en 1990.

## Geografía

### Clima
El clima de la ciudad es subtropical con escasas lluvias, concentradas de junio a octubre y temperaturas muy altas. La estación más calurosa es la primavera, con temperaturas que superan a menudo los 40 °C .
| Parámetros climáticos promedio de El Obeid (1961-1990) | Parámetros climáticos promedio de El Obeid (1961-1990) | Parámetros climáticos promedio de El Obeid (1961-1990) | Parámetros climáticos promedio de El Obeid (1961-1990) | Parámetros climáticos promedio de El Obeid (1961-1990) | Parámetros climáticos promedio de El Obeid (1961-1990) | Parámetros climáticos promedio de El Obeid (1961-1990) | Parámetros climáticos promedio de El Obeid (1961-1990) | Parámetros climáticos promedio de El Obeid (1961-1990) | Parámetros climáticos promedio de El Obeid (1961-1990) | Parámetros climáticos promedio de El Obeid (1961-1990) | Parámetros climáticos promedio de El Obeid (1961-1990) | Parámetros climáticos promedio de El Obeid (1961-1990) | Parámetros climáticos promedio de El Obeid (1961-1990) |
| Mes                                                    | Ene.                                                   | Feb.                                                   | Mar.                                                   | Abr.                                                   | May.                                                   | Jun.                                                   | Jul.                                                   | Ago.                                                   | Sep.                                                   | Oct.                                                   | Nov.                                                   | Dic.                                                   | Anual                                                  |
| ------------------------------------------------------ | ------------------------------------------------------ | ------------------------------------------------------ | ------------------------------------------------------ | ------------------------------------------------------ | ------------------------------------------------------ | ------------------------------------------------------ | ------------------------------------------------------ | ------------------------------------------------------ | ------------------------------------------------------ | ------------------------------------------------------ | ------------------------------------------------------ | ------------------------------------------------------ | ------------------------------------------------------ |
| Temp. máx. media (°C)                                  | 29.9                                                   | 32.2                                                   | 35.7                                                   | 38.6                                                   | 39.4                                                   | 37.5                                                   | 33.9                                                   | 32.7                                                   | 34.8                                                   | 36.4                                                   | 33.6                                                   | 30.5                                                   | 34.6                                                   |
| Temp. media (°C)                                       | 21.7                                                   | 23.8                                                   | 27.4                                                   | 30.3                                                   | 32.0                                                   | 31.0                                                   | 28.5                                                   | 27.5                                                   | 28.3                                                   | 29.4                                                   | 25.9                                                   | 22.3                                                   | 27.3                                                   |
| Temp. mín. media (°C)                                  | 13.5                                                   | 15.4                                                   | 19.1                                                   | 21.9                                                   | 24.6                                                   | 24.5                                                   | 23.1                                                   | 22.4                                                   | 21.8                                                   | 22.4                                                   | 18.3                                                   | 14.1                                                   | 20.1                                                   |
| Precipitación total (mm)                               | 0.0                                                    | 0.0                                                    | 0.4                                                    | 1.4                                                    | 8.4                                                    | 22.5                                                   | 98.2                                                   | 110.6                                                  | 61.7                                                   | 14.5                                                   | 0.3                                                    | 0.0                                                    | 318                                                    |
| Días de precipitaciones (≥ 0.1 mm)                     | 0.0                                                    | 0.0                                                    | 0.2                                                    | 0.4                                                    | 1.7                                                    | 4.5                                                    | 9.5                                                    | 9.7                                                    | 6.0                                                    | 2.4                                                    | 0.1                                                    | 0.0                                                    | 34.5                                                   |
| Fuente: Hong Kong Observatory 2 de marzo de 2011       |                                                        |                                                        |                                                        |                                                        |                                                        |                                                        |                                                        |                                                        |                                                        |                                                        |                                                        |                                                        |                                                        |

## Historia
La ciudad fue fundada en el año 1821 por los pachás de Egipto, bajo el dominio del Imperio otomano. Fue destruida durante la revuelta del Mahdi en 1883, y reconstruida porsteriormente en 1898 .

## Evolución demográfica
| Año               | Población |
| ----------------- | --------- |
| 1973              | 90.060    |
| 1983              | 141.528   |
| 1993              | 229.425   |
| 2008 (Estimación) | 358.021   |

## Transportes

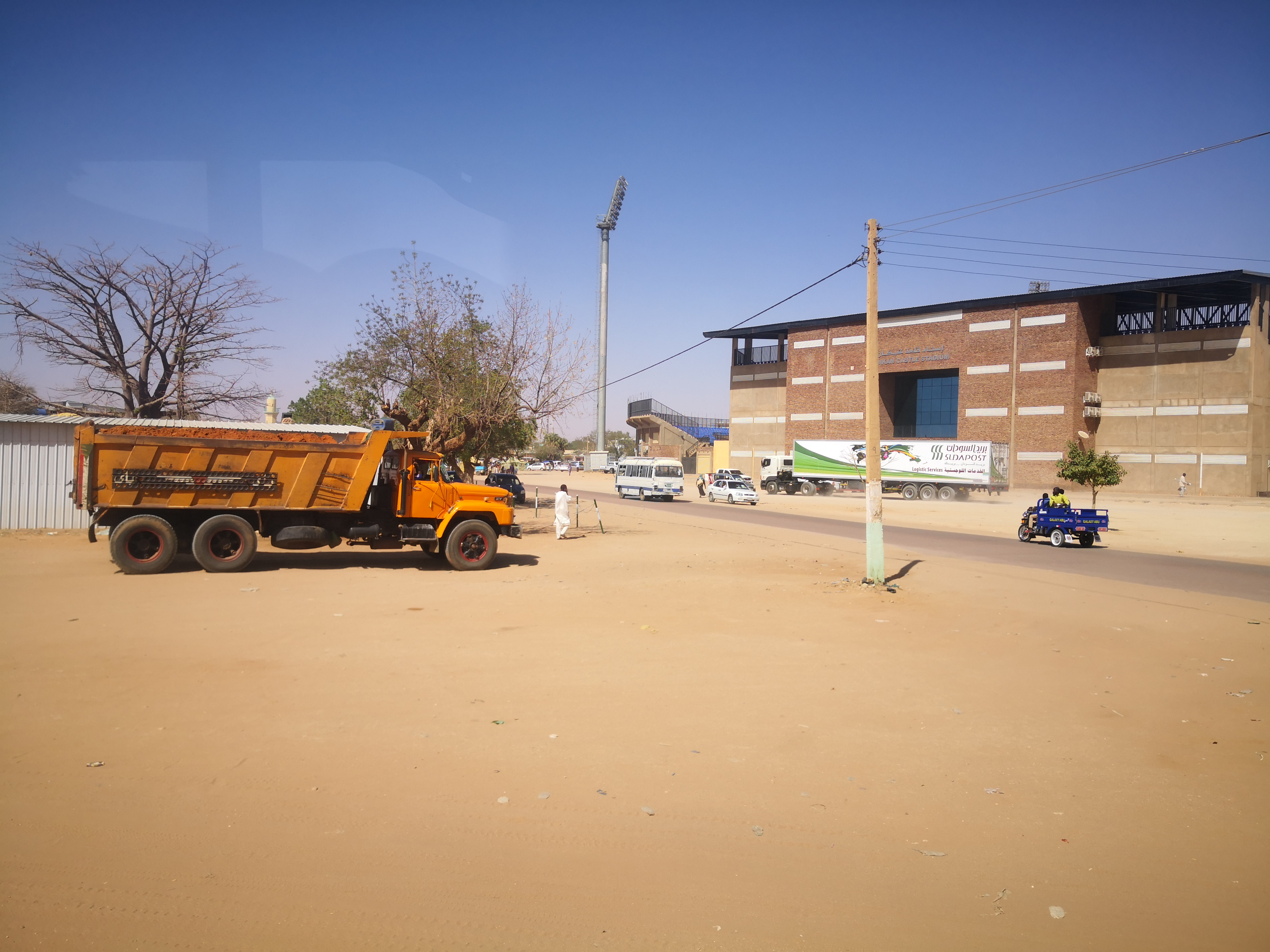
Transporte en El Obeid.

La ciudad posee el aeropuerto de El Obeid, con vuelos hacia Jartum.